# Simona Bucura-Oprescu
Simona Bucura-Oprescu (n. 2 aprilie 1980, Câmpulung⁠(d), Argeș, România) este un deputat român, ales în legislaturile 2012-2016, 2016-2020, 2020-2024 și 2024-2028 din partea Partidului Social Democrat. În perioada 19 iulie 2023 - 23 iunie 2025 a ocupat funcția de Ministru al Muncii și Solidarității Sociale.
Este la al patrulea mandat de deputat în Parlamentul României.